# Lasioglossum atriventre
Lasioglossum atriventre är en biart som först beskrevs av Crawford 1906.  Lasioglossum atriventre ingår i släktet smalbin, och familjen vägbin. Inga underarter finns listade i Catalogue of Life.